# Genuine Parts
Genuine Parts est une entreprise américaine spécialisée dans la distribution de pièces automobiles.

## Histoire
En septembre 2017, Genuise Parts annonce l'acquisition d'Alliance Automotive Group, une entreprise européenne du même domaine, pour 2 milliards de dollars.

## Activités
- Pièces de rechange et accessoires automobiles.

- Pièces de rechange et accessoires industriels.

- Fournitures et mobilier de bureau.

## Principaux actionnaires
Au 21 avril 2020.
| The Vanguard Group                     | 11,7% |
| SSgA Funds Management                  | 6,23% |
| Capital Research & Management          | 4,78% |
| Caisse de dépôt et placement du Québec | 3,42% |
| BlackRock Fund Advisors                | 2,48% |
| Genuine (plan d'épargne)               | 2,14% |
| Wells Fargo Clearing Services          | 1,99% |
| American Century Investment Management | 1,92% |
| Charles Schwab Investment Advisory     | 1,80% |
| Geode Capital Management               | 1,53% |